# Huancane (tỉnh)
Tỉnh Huancane (tiếng Tây Ban Nha: Provincia de Huancane) là một tỉnh thuộc vùng Puno của Peru. Tỉnh Huancane có diện tích 2806 km², dân số thời điểm theo điều tra dân số ngày 11 tháng 7 năm 1993 là 80317 người. Tỉnh lỵ đóng ở Huancane.